# Lantin
Lantin est une section de la commune belge de Juprelle située en Région wallonne dans la province de Liège. C'était une commune à part entière avant la fusion des communes de 1977.

## Géographie

### Géologie
Lantin se trouve sur le Plateau de Hesbaye. En surface, on observera:
- Limons éoliens du Pléistocène ;
- Sables tertiaires (Oligocène) ;
- Argiles à silex.

Plus en profondeur, on rencontrera :
- Marnes du Maastrichtien (Crétacé) - ils forment l'aquifère de Hesbaye ;
- Argile ou smectite de Herve ;
- Grès, schistes et charbons du Paléozoïque (dit Houiller).

## Démographie
- Sources : INS, Rem. : 1831 jusqu'en 1970 = recensements, 1976 = nombre d'habitants au 31 décembre.

## Patrimoine et culture

### Patrimoine architectural et sites
- Prison de Lantin.
- Fort de Lantin, un des forts de la ceinture fortifiée de Liège, datant de 1914 et entièrement restauré.